# تيري أونيل
تيري أونيل (بالإنجليزية: Terry O'Neill)‏ هو لاعب كاراتيه وممثل بريطاني، ولد في 27 فبراير 1948 بليفربول في المملكة المتحدة.

## أعمال

### أفلام
- (1996) قلب تنين[4]
- (2003) تحالف الخارقين[5]

## وصلات خارجية
- تيري أونيل على موقع IMDb (الإنجليزية)
- تيري أونيل على موقع ألو سيني (الفرنسية)
- تيري أونيل على موقع أول موفي (الإنجليزية)
- تيري أونيل على موقع قاعدة بيانات الأفلام السويدية (السويدية)
- تيري أونيل على موقع قاعدة بيانات الفيلم (الإنجليزية)
- تيري أونيل على موقع كينوبويسك (الروسية)